# Músculo esternotireoideo
O músculo esternotiroideo ou esternotiroideu é um músculo do pescoço, localizado na região anterolateral do pescoço, no plano muscular médio, pertencendo ao grupo dos músculos infra-hioideus. É uma músculo par, longo e achatado em sentido anterolateral - em forma de fita. Grosso modo, estende-se do osso esterno à cartilagem tiroídea, daí o seu nome.

## Descrição
O músculo esternotiroideu insere-se, em baixo, na face posterior da primeira cartilagem costal e na face posterior do manúbrio esternal, atrás das inserções do músculo esterno-cleido-hióideu. Os feixes musculares descrevem então uma trajectória aproximadamente vertical para cima, ou antes, ligeiramente oblíqua para fora e para dentro, até à cartilagem tiroídea, onde se inserem por meio de pequenas fibras tendinosas nos tubérculos tiroideus e no feixe ligamentoso que os une, abaixo da inserção do músculo tiro-hioideu. É de notar que, embora as inserções inferiores dos esterno-tiroideus esquerdo e direito sejam contíguas, a sua ligeira obliquidade para fora faz com que as inserções superiores estejam separadas por um espaço que constitui a base de um pequeno triângulo.

## Relações
Na sua face anterior, o músculo esterno-tiroideu encontra-se coberto, quase na sua totalidade, pelo músculo esterno-cleido-hioideu. A face posterior do músculo encontra-se a cobrir a traqueia, o corpo tiroideu e, por alguns feixes musculares mais externos, parte do feixe vásculo-nervoso do pescoço, onde progridem as artérias carótidas e a veia jugular interna.
Simplificando a origem e inserção.Origem: Manúbrio do esterno .Inserção: Sua inserção é na face externa da cartilagem tireoidea.

## Vascularização
Este músculo é vascularizado por arteríolas provenientes da artéria tiroídea superior e da artéria tiroídea inferior.

## Inervação
O músculo esterno-tiroideu, à semelhança da grande maioria dos músculos supra-hioideus, é inervado por filetes da asa do grande nervo hipoglosso(XII par), que se introduzem no músculo pela porção externa da sua face posterior.

## Acção
O músculo esterno-tiroideu funciona como abaixador da laringe, definindo-se o seu ponto fixo na inserção esternal. Devido à ligação deste órgão ao osso hioide - nomeadamente pelo músculo tiro-hioideu - considera-se que este músculo tem igualmente a função de abaixador do osso hioide, quando funciona conjuntamente com os demais do grupo infra-hioideu.

## Variações anatómicas

### Variedades de inserções
As inserções deste músculo podem exitir com inúmeras variantes:
- Podem existir feixes provenientes da 1ªcostela
- Podem não existir feixes da 1ªcartilagem costal
- As fibras podem prolongar-se inferiormente e inserir-se nas 2ª e 3ª costelas.
- Pode exitir fusão, ao nível do esterno, dos dois esterno-tiroideus com anastomose de fibras musculares.
- Pode existir uma inserção aponevrótica na chanfradura esternal.
- O músculo pode-se apresentar fundido com o Músculo constritor da faringe, situação que é normal no chimpanzé.